# Libeliče
Libeliče este o localitate din comuna Dravograd, Slovenia, cu o populație de 205 locuitori.